# Génération écologie
Génération écologie (fokortet GE) er et fransk politisk parti, der blev stiftet i 1990. Partiet har to medlemmer i Nationalforsamlingen. Den tidligere minister Delphine Batho blev formand for partiet i 2018.
Hubert Julien-Laferrière og Delphine Batho repræsenterer partiet i Nationalforsamlingen. 

## Tidligere medlemmer
Partiet blev stiftet i maj 1990 af blandt andre Jean-Louis Borloo, der var borgmester og medlem af Europa-Parlamentet, og som senere blev en fremtrædende radikal politiker.
Andre tidligere medlemmer var bl.a. Harlem Désir (1992–1994), senere leder af Socialistpartiet (PS).